# 龙科内
龙科内（義大利語：Roncone），曾是意大利特伦托自治省的一个市镇。总面积29平方公里，人口1492人，人口密度51.4人/平方公里（2009年）。ISTAT代码为022158。
2016年1月1日，邦多、布雷古佐、拉尔达罗、龙科内等四个市镇合并为新的市镇塞拉朱迪卡列。